# Thirteen Senses

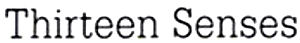
Il logo ufficiale dei Thirteen Senses

I Thirteen Senses sono una band originaria della Cornovaglia, Gran Bretagna. I singoli Thru The Glass, Do No Wrong, Into The Fire e The Salt Wound Routine del loro album The Invitation (pubblicato il 27 settembre 2004) hanno scalato le classifiche d'oltremanica entrando di diritto nella Top 40 UK; tra questi, Into the fire, utilizzato da diversi film e telefilm come ER, Grey's Anatomy, 4400.

## Storia
I Thirteen Senses cominciano a muovere i loro primi passi sotto il nome di "Soul Magician", progetto partito ai tempi della scuola quando Will South si dilettava a scrivere canzoni che poi faceva ascoltare all'amico Adam Wilson. Quest'ultimo le adorò a tal punto che mollò il gruppo in cui suonava per dedicarsi completamente al nuovo progetto. I Soul Magician decollarono davvero quando i due incontrarono Tom Welham. L'aggiunta di Brendon James diede infine vita a un affiatato quartetto di amici.
I Soul Magician pubblicano così nel 2002 l'EP dal titolo Inside a Healing Mind, prodotto da Leon Philips. Composto da quattro canzoni, di cui una fra queste venne successivamente pubblicata come B-side: Attracting Submission è contenuta infatti sul vinile 7" di Do No Wrong.
Segue un altro EP, No Other Life is Attractive contenente cinque canzoni, il primo prodotto da Dare Mason. Tra queste, quattro sono state pubblicate come B-sides, fatta eccezione per "Sound".
Nel 2003 pubblicano sotto etichetta indipendente il loro primo album demo dal titolo Falls In The Dark.
Dopo la pubblicazione di Falls In The Dark, la band viene notata dalle prime major discografiche. Dopo aver firmato un contratto con la Mercury Records, i Thirteen Sensens pubblicano nel 2004 il loro album di debutto, The Invitation, che contiene dodici canzoni e si piazza al numero 14 della UK Chart tra i dischi più venduti.
Il primo singolo estratto, Thru The Glass, è stato pubblicato sia su CD che vinile 7", entrambi con la B-side No Other Life is Attractive. La scelta del secondo singolo, spesso confuso come primo data la scarsa disponibilità di Thru The Glass, cade su Do No Wrong. Vengono pubblicati due CD e un vinile 7", per un totale di cinque canzoni e un video. Do No Wrong raggiunge la posizione numero 38 nella classifica ufficiale dei singoli in Inghilterra. I Thirteen Senses partono quindi per un tour promozionale.
Dall'album viene estratto un terzo singolo, "Into The Fire", anch'esso pubblicato su due CD e un vinile 7". La canzone raggiunge la posizione numero 35 della classifica dei singoli in Inghilterra e verrà portata al successo anche grazie all'inclusione nella colonna sonora di alcuni telefilm come Grey's Anatomy.
La band inizia un tour nel Regno Unito e in Europa, partecipando a festival internazionali come il Pinkpop e il Glastonbury Festival.
Tra il 2005 e il 2006 lavorano al loro secondo album, Contact, che viene pubblicato nell'aprile 2007 dopo il posticipo della data di distribuzione di qualche mese. L'album contiene undici brani e una traccia fantasma, dai quali vengono ricavati due singoli: All The Love In Your Hands e Follow me. La scarsa promozione contribuisce all'insuccesso dell'album, che non riesce a raggiungere la Top 75 UK.  Il brano Under The Sun che sarebbe dovuto esser pubblicato come singolo non viene commercializzato. La band intraprende un tour nel Regno Unito tra marzo e agosto 2007. Alla fine dello stesso anno i Thirteen Senses vengono abbandonati dalla Mercury mentre iniziano a lavorare al loro terzo album.
Nel marzo 2010 la band annuncia ufficialmente il terzo album, Crystal Sounds, e pubblica sulla loro pagina MySpace nove tracce da ascoltare in streaming per un periodo limitato. Nel novembre dello stesso anno stringono un contratto con il gruppo PIAS Entertainment e annunciano che l'album verrà commercializzato sotto la loro etichetta indipendente B-Sirius e registrato nel loro studio. L'album viene pubblicato nel 2011 e da esso vengono estratti due singoli: The Loneliest Star e Home (quest'ultimo pubblicato in una versione alternativa rispetto a quella presente nell'album).
Il 23 dicembre 2013 viene annunciato il quarto album della band, A Strange Encounter, che verrà pubblicato a maggio 2014 e pubblicata una cover di Times Like These dei Foo Fighters.

## Formazione
- Will South (voce, chitarra, piano)
- Tom Welham (chitarra)
- Adam Wilson (basso)
- Brendon James (batteria)

## Discografia
- Falls in the Dark (2003) Mercury
- The Invitation (27 settembre 2004) Mercury
- Contact (2 aprile 2007) Mercury
- Crystal Sounds (21 febbraio 2011) B-Sirius
- A Strange Encounter (5 maggio 2014) B-Sirius
- The Bound and the Infinite (9 agosto 2024) B-Sirius